# Haematobosca praedatrix
Haematobosca praedatrix är en tvåvingeart som först beskrevs av Günther Enderlein 1928.  Haematobosca praedatrix ingår i släktet Haematobosca och familjen husflugor. Inga underarter finns listade i Catalogue of Life.